# 박주광
박주광(1990년 1월 27일 ~ )은 대한민국의 성우로, 2017년에 한국방송 성우극회 공채 42기로 입사하였다. 2018년 KBS 성우 신인상을 수상했다.

## 출연 작품

### 애니메이션 더빙
- 꽉 잡아!(KBS) - 평강
- 서유기: 재세요왕 - 청풍
- 카이: 거울 호수의 전설 - 제제
- 포켓몬스터 W(투니버스) - 빌리, 준우
- 히어로 써클(EBS) - 바우슈타인, 하수구 괴물
- 디지몬 고스트 게임(재능TV) - 앙고라몬, 진바앙고라몬, 라모르몬, 디어비트몬
- 헬로 카봇 젬(SBS) - 로어젬
- 헬로 카봇 스타가디언(SBS) - 펀치마스터

### 영화 더빙
- 드래곤 길들이기 - 피쉬레그(줄리언 데니슨)
- 라이온 킹 - 임팔라(필 러마)
- 킬러의 보디가드 2 (KBS) - 군터(블레이크 릿슨)

### 드라마 더빙
- 변호사 쉬헐크 - 레커(닉 고메즈)

### 특촬물
- 파워레인저 젠카이저(대원방송) - 재활용 월드
- 파워레인저 돈브라더즈(대원방송) - 차원승(몽키 브라더), 현수빈, 돈 킬러 킬러

### 게임
- 던전 앤 파이터 - 청면수라 로즈베리론, 제국 1황자 반 프란츠, 엘티스

### 라디오 더빙
KBS 소설극장 (KBS 3라디오)
- 2017.01.19 ~ 2017.03.12 기욤 뮈소 作 <내일> (미카엘)

KBS 무대 (KBS 한민족방송)
- 2017.02.25 <탈퇴하시겠습니까?> (배달부)
- 2017.03.04 <사약 받는 날> (10대 선비1)
- 2017.03.11 <카페W> (중학생 훈)
- 2017.04.29 <붉은 잠옷의 비밀> (인턴)
- 2017.05.13 <달려라 아빠> (경찰2)
- 2017.05.20 <아빠의 방> (타이틀)
- 2017.06.10 <앓던 이 빠지던 날> (스텝)
- 2017.06.17 <은주가 다르게 변했다> (종업원)
- 2017.06.24 <홍귀 이야기> (기자)
- 2017.07.08 <개짖는 소리> (직원2)
- 2017.07.15 <살림의 명수> (댓(남1))
- 2017.07.22 <도둑과 천사> (종업원)
- 2017.08.26 <달빛 웅덩이> (사육장 직원)
- 2017.09.02 <단내살이> - 남자 직원 1
- 2017.09.09 <그렇게 아이가 자란다> - 손님
- 2017.09.16 <고독 해결사> - 편의점알바
- 2017.10.14 <갑을 위한 변명> - 경찰
- 2017.10.28 <나는 왕이다> - 학생
- 2017.11.18 <당신을 위한 티켓> - 학생 2

라디오 극장 (KBS 한민족방송)
- 2017.02.01 ~ 2017.02.28 정규웅 作 <붉은 꽃, 나혜석> (유학생, 기자)
- 2017.03.01 ~ 2017.03.31 정길연 作 <달리는 남자 걷는 여자> (명수)
- 2017.04.01 ~ 2017.04.30 조두진 作 <결혼면허> (훈이, 서영훈)
- 2017.05.01 ~ 2017.05.31 황현정 作 <달빛연인> (장진만, 내시)
- 2017.06.01 ~ 2017.06.30 구상희 作 <마녀식당> (성호, 인턴)
- 2017.07.01 ~ 2017.07.31 박연선 作 <여름, 어디선가 시체가> (무순 아버지)
- 2017.08.01 ~ 2017.08.31 심재천 作 <나의 토익 만점 수기> - 어린 친구/루카스/제스퍼/윌리엄/후배
- 2017.09.01 ~ 2017.09.30 유영민 作 <헬로 바바리맨> - 종민
- 2017.10.01 ~ 2017.10.31 강태식 作 <굿바이 동물원> - 거북이/특공대
- 2017.11.01 ~ 2017.11.30 이동원 作 <완벽한 인생> - 하위원

라디오 문학관 (KBS 한민족방송)
- 2017.03.26 <잔혹한 선물> (노동자2)
- 2017.04.16 <결혼자격시험> (수험생1)
- 2017.04.30 <왕년의 한 스타의 죽음> (기자3)
- 2017.05.14 <새들은 나는게 재미있을까> (새교감, 남고생)
- 2017.06.04 <스위치> (남자)
- 2017.06.11 <당신이 죽어야 하는 7가지 이유> (판사2)
- 2017.07.02 <우산도 빌려주나요?> (남직원2)
- 2017.07.23 <구석의 노인> (직원)
- 2017.07.30 <피, 그리고 복수> (형사1)
- 2017.08.06 <화성의 물고기를 낚는 경쾌한 낚시 법> (생과부남편)
- 2017.08.20 <여행의 끝> (젊은이)
- 2017.08.27 <엘리베이터에 갇힌 사람들> (영준)
- 2017.10.22 <존엄의 탄생> - 주민 2
- 2017.10.29 <어른의 맛> - 남자 2
- 2017.11.12 <파파라치 가족> - 핀구

바람따라 구름따라 (KBS 한민족방송)
- 2018년 5월 27일에 종영.

와이파이 초한지 (KBS 1라디오)
- 2018년 3월 9일에 종영.

다큐멘터리 역사를 찾아서 (KBS 한민족방송)
- 2017.03.15 <645편 김안로의 귀환> (승지)
- 2017.03.19 <647편 김안로의 정치공작 목패의 변> (광대)
- 2017.03.26 <648편 정광필도 탄핵을 피하지 못하고> (형리)
- 2017.04.02 <649편 토목공사에 승도를 동원하라> (관리)
- 2017.04.16 <651편 대윤과 소윤의 태동> (간관4)
- 2017.04.30 <653편 김안로시대의 종말> (간관2)
- 2017.05.07 <654편 왕위를 넘기겠다 중종의 전위파동> (세자)
- 2017.05.14 <655편 중종, 국정 난맥상을 자초하다> (간관2)
- 2017.05.21 <656편 중종의 딜레마, 조광조의 신원논란> (관리2)
- 2017.05.28 <657편 왕위계승을 둘러싼 대윤.소윤의 암투> (세자)
- 2017.06.04 <658편 중종, 39년의 치세를 끝내다> (인종)
- 2017.06.11 <659편 비운의 군주 인종> (인종)
- 2017.06.18 <660편 열두 살의 어린 명종, 왕위에 올랐으나> (인종)
- 2017.06.25 <661편 문정왕후, 수렴청정을 시작하다> (간관3)
- 2017.07.02 <662편 을사사화의 발발> (간관2)
- 2017.07.09 <663편 소윤의 반격-공포정치의 막이 오르다> (정순붕)
- 2017.07.16 <664편 을사사화의 확대> (승지)
- 2017.07.23 <665편 계림군을 능지처참하다> (곽순)
- 2017.07.30 <666편 억지공신, 위사공신> (간관2)
- 2017.08.06 <667편 양재역 벽서 사건> (정순붕)

### 기타
- 2017.03.10 더빙의 신 - 더빙스타 소환 프로젝트 <오버워치의 윈스턴, 썬더 일레븐의 눈보라 and many more ^^ 《임채헌 1편》>

## 같이 보기
- 한국방송 성우극회